# 40227 Tahiti
40227 Tahiti este o planetă minoră (asteroid) din centura de asteroizi. A fost descoperită pe 20 septembrie 1998 la Observatorul European Austral de Eric Walter Elst. 
Obiectul prezintă o orbită caracterizată de o semiaxă mare de 3,9483063041545 UAi, o excentricitate de 0,24, o înclinație de 10,3 ° în raport cu ecliptica.